# José Manuel Vela Bargues
José Manuel Vela Bargues (València, 1962 - 2022) fou un economista valencià, catedràtic i professor universitari, que va ser conseller d'Hisenda i Administració Pública de la Generalitat Valenciana (2011 - 2012) fins que dimití per la seua implicació en un cas de corrupció política.

## Biografia
José Manuel Vela era llicenciat en Ciències Econòmiques i Empresarials (1986) per la Universitat de València, on també es doctorà el 1990 obtenint premi extraordinari. Vela fou professor en les universitats de València i Jaume I de Castelló. També ostentà càrrecs de responsabilitat universitària: a la de València va ser secretari del Departament d'Economia Financera i Comptabilitat, vicedegà de la Facultat de Ciències Econòmiques i Empresarials i director del Departament de Direcció d'Empreses. A la Universitat Jaume I de Castelló fou director del Departament de Finances i Comptabilitat i vicerector. A més, també fou catedràtic d'Economia Financera i comptabilitat de la Universitat Politècnica de València.
A l'administració pública va ocupar diversos càrrecs com el de director de l'Institut Valencià d'Estadística, director General d'Economia, subsecretari de Política Pressupostària i Tresor de la Generalitat Valenciana i secretari autonòmic d'Economia i Pressupostos. El 2011, el president Francisco Camps li encomanà la conselleria d'Hisenda i Administració Pública per tal d'alleugerir el deute de la Generalitat Valenciana.
La seua etapa a la Conselleria va estar marcada per la greu crisi econòmica que va implicar les grans retallades en serveis públics, la reducció dels salaris públics del personal funcionari de la Generalitat o la reestructuració i tancament d'empreses i institucions públiques valencianes.
El novembre de 2012, només un any després de la seua presa de possessió com a conseller, va esclatar l'anomenat cas Vela en el qual va estar acusat i investigat per revelació de secrets al també investigat i ex-conseller Rafael Blasco en el cas Cooperació. Poc després va dimitir del càrrec, i mesos més tard s'arxivà la causa.
José Manuel Vela va morir el juliol de 2022.